# اورمسبی
اورمسبی (به انگلیسی: Ormesby) یک روستا در بریتانیا است که در شمال شرقی انگلستان واقع شده‌است. اورمسبی ۵٬۹۴۲ نفر جمعیت دارد.